# Peter I. (Niederaltaich)
Peter I. (* um 1300 in Lalling; † 8. Oktober 1361 in Niederaltaich) war ein Benediktiner und von 1343 bis 1361 Abt der Abtei Niederaltaich.
„Petrus I., ein hochgebildeter Mann, war als ausgleichende Persönlichkeit auf politischem Gebiet mit Erfolg tätig. Mit Kaiser Ludwig stand er in freundschaftlichem Verkehr und genoss dafür mancherlei Begünstigungen. Nach dem Tode des Kaisers absolvierte er als päpstlicher Subdelegatus 1350 den Bischof von Regensburg und seine Kanoniker ab irregularitate, in die sie wegen ihres Bündnisses mit dem exkommunizierten Kaiser geraten waren. Auch zu Kaiser Karl IV. unterhielt dieser Abt gute Beziehungen.“
1344 wurde der Niederaltaicher Prior Eberhard als zweiter Abt an das von Ludwig dem Bayern gegründete Kloster Ettal berufen.